# شرکت پتروشیمی زاگرس
شرکت پتروشیمی زاگرس در سال ۱۳۷۹ با هدف اجرای برنامه سوم توسعه اقتصادی، اجتماعی و فرهنگی ایران و به منظور دستیابی به بازارهای جهانی و کسب سهم مناسبی از بازار متانول، تأسیس شد. این شرکت در زمینی به مساحت ۳۱ هکتار در منطقه ویژه انرژی پارس جنوبی، تملیک و مجتمع تولیدی این شرکت در بندر عسلویه احداث شد.
ظرفیت اسمی تولید مجتمع پتروشیمی زاگرس ۳٫۳ میلیون تن است.

## هدف از راه‌اندازی
به منظور توانمندسازی پتروشیمی زاگرس برای رقابت در بازارهای جهانی و همچنین با توجه به وجود منابع غنی گاز در منطقه پارس جنوبی و موقعیت استراتژیک منطقه، زمینی به مساحت ۳۱ هکتار در منطقه ویژه انرژی پارس جنوبی، تملیک و مجتمع تولیدی این شرکت در بندر عسلویه احداث شد. در این شرکت در حدود ۲۰۵ تن بخار در ساعت با فشار ۴۰ بار تولید و به فروش رسد.

## فرایند ساخت
براساس قرارداد با شرکت‌های لورگی و پیدک، فاز اول از سال ۱۳۸۰ شروع و با ظرفیت سالیانه ۱میلیون و ششصد و پنجاه هزار تن متانول گرید AA در سال ۱۳۸۵ پایان یافت. با خاتمه عملیات اجرایی فاز دوم در سال ۱۳۸۸، شرکت پتروشیمی زاگرس با ظرفیت تولید سالانه ۳میلیون و ۳۰۰ هزار تن در زمره پنج شرکت بزرگ تولید کننده این محصول در دنیا قرار گرفت.

## جایگاه جهانی
طبق گزارش نشریه Argus، شرکت پتروشیمی زاگرس درسال 2023 ظرفیت تولید اسمی نزدیک به 2 درصد از متانول جهان، حدود 4 درصد از تجارت جهانی متانول و نزدیک به 2 درصد از تولید واقعی جهانی متانول را دارا است. زاگرس در بین شرکت‌های فعال این صنعت در ایران جایگاه اول را به خود اختصاص داده است.

## محصولات
شرکت پتروشیمی زاگرس به عنوان یکی از شرکت‌های تولید کننده متانول با گریدAA در منطقه ویژه اقتصادی انرژی پارس جنوبی واقع شده است.
ظرفیت اسمی مجتمع پتروشیمی زاگرس سالانه ۳/۳ میلیون تن متانول است. این شرکت تولید کنندهٔ MSDS متانول، TDS متانول و نانوسیال بهبود دهنده راندمان لوپ کولینگ است.

## واحد PSA
پتروشیمی زاگرس با هدف استقرار پروژه‌های بهبود و کاهش پیامدهای محیط زیستی و به‌منظور کاهش انتشار گازهای گلخانه‌ای واحد PSA ساخت. با استقرار یک بسته PSA با ظرفیت ۱۵۰۰۰ استاندارد مترمکعب در ساعت، حدود ۸۰ تا ۱۰۰ تن محصول متانول روزانه در مجموعه تولید می‌شود. نتایج نشان داده که بازیابی گازهای ارسالی به مشعل، کاهش مصرف انرژی و کاهش انتشار گازهای گلخانه‌ای و بهبود شاخص‌های عملکرد محیط زیستی شرکت را در پی خواهد داشت.

## مسئولیت اجتماعی
مجتمع ورزشی چندمنظوره سیراف از بزرگ‌ترین مجتمع‌های ورزشی چند منظوره کشور ویژه بانوان به مناسبت هفته دولت به همت شرکت پتروشیمی زاگرس و با اعتبار ۵۰ میلیارد ریال در بندر تاریخی سیراف افتتاح شد. همچنین در دیگر زمینه‌ها رویداد نوآورانه بین المللی صنعت پتروشیمی است. برای اولین بار در ایران بزرگ‌ترین رویداد نوآورانه بین المللی صنعت پتروشیمی در مجتمع اقامتی سیراف پتروشیمی زاگرس از روز یکشنبه مورخ ۶ خردادماه تا به امروز مورخ ۷ خردادماه برگزار شد. این شرکت خود را به عنوان  دوستدار محیط زیست معرفی می کند و با شناسایی و کنترل جنبه‌های زیست‌محیطی و منابع نشر، اثرات آنها را حذف یا به حداقل رسانده است.

## سهامداران
گروه گسترش نفت و گاز پارسیان، گروه پتروشیمی تابان فردا، گروه صنعتی شیمی پوشینه، صادرفر و صنعت مروارید ارم از سهامداران عمده‌ی پتروشیمی زاگرس به حساب می‌آیند.